# El Eco Antelano
El Eco Antelano fue un periódico editado en Ginzo de Limia entre 1911 y 1912.

## Historia y características
Subtitulado Semanario Independiente, apareció por primera vez el 24 de diciembre de 1911. Dirigido por José Santiago Taboada, el jefe de redacción era Ramón Villarino de Sáa y el administrador Modesto Álvarez Erices. Era un periódico conservador y clerical que contenía información general, cultural, religiosa y textos literarios y poemas. Cesó su publicación en abril de 1912.